# 圣安嫩
圣安嫩（德語：Sankt Annen）是德国石勒苏益格－荷尔斯泰因州的一个市镇。总面积14.89平方公里，总人口335人，其中男性178人，女性157人（2011年12月31日），人口密度22人/平方公里。